# Керченський район
Керченський район (крим. Keriç rayonı) — район в Україні, Автономна Республіка Крим. Адміністративний центр — місто Керч.
Утворений 7 вересня 2023 року з територій Керченської міської ради республіканського значення та Єдикуйського району.
За переписом 2001 року населення району становило 212,9 тисячі осіб.

## Ради і населені пункти
У районі 69 населених пунктів — 2 міста, 3 селища і 64 села, які входять до 28 рад — 2 міських, 2 селищних і 24 сільських.
Відповідно до Закону України «Про внесення змін до деяких законодавчих актів України щодо вирішення окремих питань адміністративно-територіального устрою Автономної Республіки Крим» до 7 жовтня 2023 року мають бути затверджені адміністративні центри та території територіальних громад району.